# رو در رو (فیلم ۱۹۶۷)
رو در رو (به هندی: Aamne Samne) فیلمی محصول سال ۱۹۶۷ و به کارگردانی سورج پراکاش است. در این فیلم بازیگرانی همچون شاشی کاپور، شارمیلا تاگور، پریم چوپرا و شامی ایفای نقش کرده‌اند.